# پرمیر
پرمیر (انگلیسی: Premier) شرکت خودروسازی هندی است، که در سال ۱۹۴۴ تأسیس شد.